# Tisbe elegantula
Tisbe elegantula is een eenoogkreeftjessoort uit de familie van de Tisbidae. De wetenschappelijke naam van de soort werd in 1905 voor het eerst geldig gepubliceerd door Georg Ossian Sars.